# Tigres de papel (película de 1977)
Tigres de papel es una película española de 1977 dirigida por Fernando Colomo, autor también del guion, protagonizada por Miguel Arribas, Carmen Maura y Joaquín Hinojosa. 
El primer largometraje del director, se trata de una película de bajo presupuesto rodada en 20 días pero que alcanzó un gran éxito comercial, e incluso fue presentada fuera de concurso, en la sección Nuevos Creadores, en el Festival Internacional de Cine de San Sebastián.   
La película es una de las primeras obras de la llamada comedia madrileña, una corriente cinematográfica que engloba a las nuevas comedias urbanas españolas surgidas durante la Transición.
Fue de las primeras películas rodadas en España con sonido directo, sin doblaje posterior.
También supuso el debut en un largometraje de la actriz Carmen Maura y es considerada una de las películas más representativas de la Transición española, pues los conflictos sentimentales e ideológicos de dos jóvenes parejas se entremezclan en el mare magnum de una España en transición que celebra sus primeras elecciones legislativas.

## Sinopsis
En Madrid, durante las elecciones generales españolas de 1977, Carmen y Juan son un matrimonio de ideas progresistas, separado y con un hijo de cuatro años que, sin embargo, mantienen una relación bastante estrecha. Por su parte, Alberto y María se reparten el piso por semanas aunque ya no son pareja. Cuando Carmen conoce a Alberto en un viaje a Italia lo incorpora a su vida y se lo presenta a su ex. Entre los tres surge una gran amistad, pero con vaivenes por sus diferentes visiones de la vida. Todo ello en el ambiente de libertad e igualdad propiciado por las primeras elecciones generales tras la dictadura franquista.  

## Reparto
- Miguel Arribas como Alberto
- Carmen Maura como Carmen
- Joaquín Hinojosa como Juan
- Pedro Díez del Corral como Nacho
- Concha Grégori como María
- Félix Rotaeta como Cristóbal Montoto
- Juan Lombardero como Miguel
- Aurora Pastor como Teresa
- Jaime Lizaur como Javi
- Guillermo Vallejo como Iván, el niño
- Emma Cohen como vecina
- Luis García Berlanga (cameo) como Cabecilla fascista

## Premios
33ª edición de las Medallas del Círculo de Escritores Cinematográficos 
| Categoría         | Nominado                       | Resultado |
| ----------------- | ------------------------------ | --------- |
| Mejor actor       | Joaquín Hinojosa               | Ganador   |
| Mejor guion       | Fernando Colomo                | Ganador   |
| Premio revelación | Fernando Colomo Miguel Arribas | Ganador   |

Premios Sant Jordi de Cinematografía  
| Año  | Premio         | Resultado |
| ---- | -------------- | --------- |
| 1978 | Mejor película | Ganadora  |